# 伊藤忠製糖
伊藤忠製糖株式会社（いとうちゅうせいとう、ITOCHU SUGAR CO.,LTD. ）は、かつて存在した製糖会社。愛知県碧南市に本社を置いていた。

## 概要
『クルルマーク』のブランドで砂糖を製造販売している。名古屋圏に高いシェアを有する。伊藤忠商事系列。
1970年代から生産施設の合理化、生産性向上に取り組み、1982年3月の砂糖売り戻し臨時特例法（各社の生産シェアを固定する法律）の期限切れの際には、製糖業界が延長希望に統一しようとするなか、伊藤忠製糖は自社の競争力に対する自信から延長反対を表明した。
伊藤忠製糖は市場を名古屋、中京圏に絞り、人員が製糖他社の3分の1とした省力化の進んだ工場などが功を奏し1982年3月の同法期限切れ後の砂糖乱売競争、価格急落の中でも黒字を維持していた。
1982年以降の砂糖不況・製糖業界再編の対策として特定産業構造改善臨時措置法の指定業種になろうとする動きにも反対し、1983年9月20日の同法適用申請の際には精糖工業会メンバーのうち伊藤忠製糖と中日本氷糖と2社だけが申請に加わらなかった。
その後も効率的な経営を継続し、1986年（昭和61年）度の精糖工業会加盟社の平均操業率が73%であったところ、伊藤忠製糖は104%としていた。
2002年には宮崎県日向市の第一糖業を傘下に収めた。
2022年6月、住友商事系の日新製糖を株式交換完全親会社、当社を株式交換完全子会社とする株式交換を行うことを発表し、2023年1月から統合後の持株会社となるウェルネオシュガー株式会社の子会社となった。
2024年10月1日、ウェルネオシュガーに吸収合併され、解散した。本社工場はウェルネオシュガーの中部工場となっている。

## 関連企業
- 久米島製糖株式会社
- 南栄糖業株式会社